# شتولپه ان در پنه
شتولپه ان در پنه (به آلمانی: Stolpe an der Peene) یک شهر در آلمان است که در فرپومرن-گرایفسوالد واقع شده‌است. شتولپه ان در پنه ۲۸۷ نفر جمعیت دارد.